# Burmannia lutescens
Burmannia lutescens ist eine blattgrünlose Pflanzenart aus der Familie der Burmanniaceae. Sie ist beheimatet in Malesien in stark schattigen, immergrünen Wäldern.

## Beschreibung
Burmannia lutescens ist eine einjährige, blattgrünlose, unverzweigt bis verzweigt wachsende krautige Pflanze, die eine Wuchshöhe von 4,5 bis 18 Zentimeter erreicht. Sie ist mykotroph. Ein Rhizom ist nicht vorhanden, die Wurzeln sind verdickt und kurz. Blätter fehlen am Ansatz und kommen nur vereinzelt am Stängel vor, dort sind sie schuppenartig, dreieckig spitz zulaufend und 1,6 bis 5 Millimeter lang.
Der Blütenstand ist ein aus gelegentlich einer Einzelblüte, meist aber zwei bis drei, selten fünf oder sechs Blüten bestehender Doppelwickel. Die kurz gestielten Blüten sind 6,7 bis 11 Millimeter lang und von weißer Farbe mit gelben Blütenlappen. Die Blütenröhre ist zylindrisch und 3,5 bis 5 Millimeter lang, die vielgestaltigen Flügel sind halb elliptisch, halb keilförmig, viereckig oder bis auf eine Rippe reduziert und verlaufen von der Mitte des Ansatzes der äußeren Blütenlappen bis zum oberen Teil oder dem Ansatz des Fruchtknotens. Die äußeren Blütenlappen sind eiförmig bis dreieckig oder länglich-rund, dünn oder fleischig dick, aufrecht oder mit eingerollten oder schwach eingerollten Rändern und 1 bis 1,8 Millimeter lang, die inneren klein, kreisförmig, dünn oder fleischig verdickt und 0,3 bis 0,4 Millimeter lang. Die Staubfäden sind ungestielt und setzen im Blütenhüllschlund an, das Konnektiv weist zwei kurze, seitliche Arme auf, die die Thecae tragen sowie am Ansatz einen kurzen, hängenden Sporn, Arme wie Sporn können aber auch fehlen. Der Griffel ist fadenförmig, an seinem Ende stehen die drei annähernd ungestielten Narben.
Die Fruchtknoten sind annähernd kugelförmig oder breit rhombisch und 2,5 bis 3,8 Millimeter lang. Die Kapsel öffnet sich unregelmäßig entlang von Querschlitzen. Die Samen sind zahlreich, gelb und fadenförmig.

## Verbreitung
Burmannia lutescens ist beheimatet in ostwestlicher Richtung zwischen Bismarck-Archipel und Neuguinea bis Sumatra und Borneo sowie nordsüdlich zwischen Palawan und Mindanao bis Java in Höhenlagen zwischen Meereshöhe und 1700 Meter. Sie findet sich in stark schattigen, immergrünen Wäldern und zeichnet sich durch ihre Vielgestaltigkeit aus.

## Systematik
Die Art wurde 1877 von Odoardo Beccari erstbeschrieben.

## Nachweise
1. 1 2 3 4 5  Dianxiang Zhang: Systematics of Burmannia L. (Burmanniaceae) in the Old World. S. 238–243, In: Hong Kong University Theses Online, Thesis (Ph.D.), University of Hong Kong, 1999.